# Dulciurile Asiei de Sud

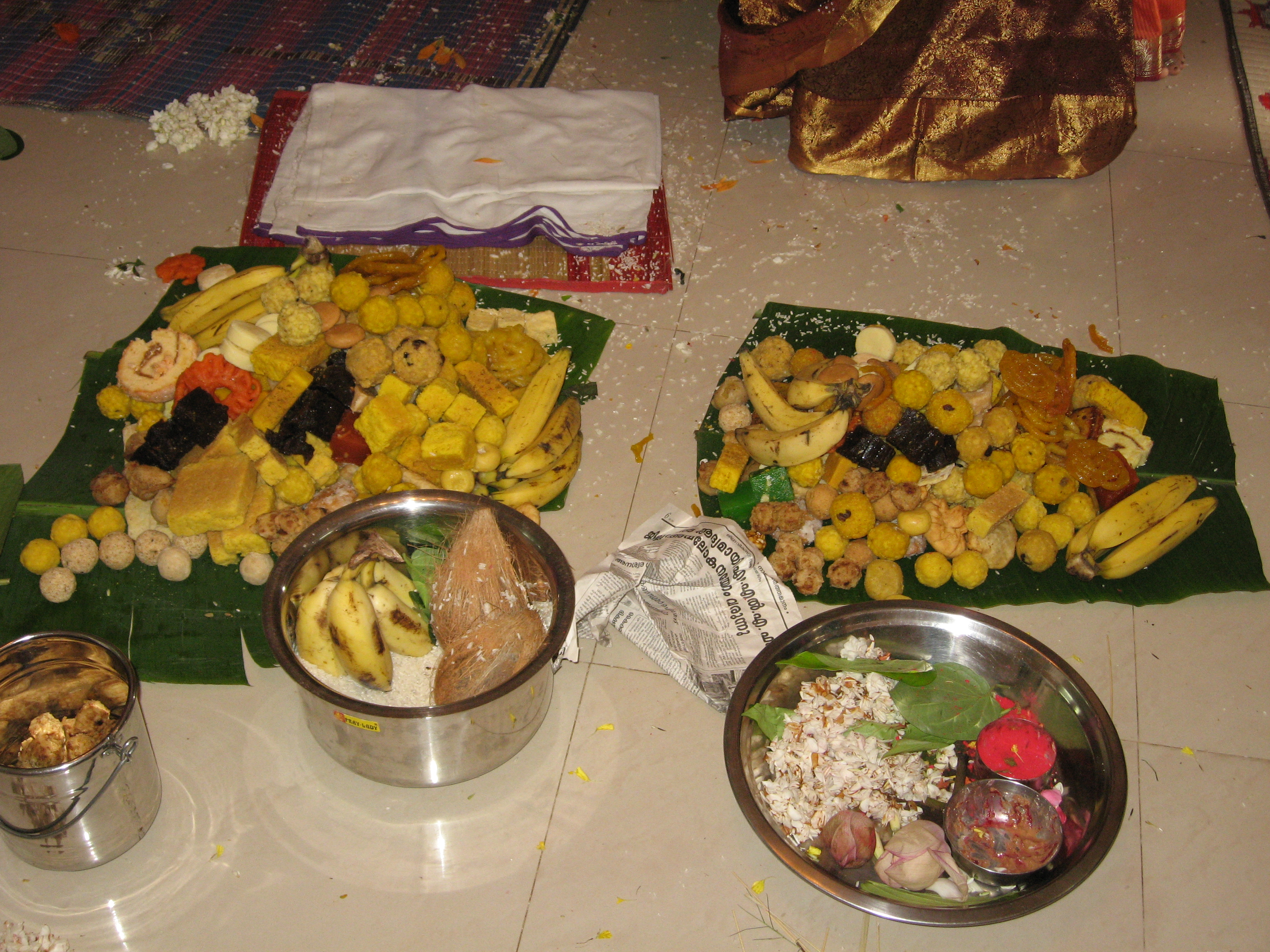
Diferite dulciuri consumate într-un ritual Pumsavanam în Kerala, India.

Dulciurile constituie o parte integrală a bucătăriei sud-asiatice, în India, Bangladesh, Nepal, Pakistan și Sri Lanka existând mii de magazine care se ocupă exclusiv de producția și comercializarea acestora. 
India are o tradiție de cultivare a trestiei de zahăr care datează de mii de ani, și procesul de producere al zahărului a fost inventat pe acest subcontinent. Cuvântul zahăr derivă din limba sanscrită (sakhar). Dulciurile indigene ale subcontinentului Indian sunt extrem de numeroase și variate.
Un nume comun al dulciurilor în limbile Indiei este Mithai (मिठाई). Ele sunt confecționate din zahăr, precum și o gamă largă de alte ingrediente precum varii feluri de făină, lapte, fructe sezonale, paste de fructe, semințe proaspete și prăjite, ingrediente fermentate și rădăcini de plante. Dulciurile sunt preparate în varii moduri: kheer se fierbe, burfi se coace, Mysore pak și jalebi se prăjesc, iar kulfi se îngheață. Compoziția și rețele se schimbă în funcție de regiune. Mithai sunt adesea servite alături de mâncare, și au un rol important în festivalurile indiene (e.g. Holi, Diwali, Eid, Raksha Bhandan).   

## Varietăți (în ordine alfabetică)

### Barfani toda
Barfi este făcut din lapte sau lapte condensat și caju sau fistic. Făina folosită variază, în unele cazuri fiind făină de năut (besan). Uneori se adaugă mirodenii precum nucșoara sau extractul de trandafir.